# André-Louis Cholesky
André-Louis Cholesky   (Montguyon, 15 d'octubre de 1875 - Bagneux, 31 d'agost de 1918) va ser un militar, topògraf i matemàtic francès.

## Vida i obra
Cholesky va fer els estudis secundaris a Saint-Jean-d'Angély i el batxillerat a Burdeus. El 1895 va ser admès a l'École polytechnique. A partir de 1897, ja com sotstinent, és alumne de l'École d'Application de l'Artillerie et du Génie a Fontainebleau, seguint cursos de mecànica, d'artilleria, de fortificació, etc., completant els seus estudis el 1899.
El 1899 va ser nomenat tinent del 22é Regiment d'Artilleria. Entre 1902 i 1904 va ser destinat diverses vegades a Tunísia i Algèria i, a partir de 1905, va ser assignat al Servei Geogràfic de l'Exèrcit que, en aquesta època estava fent una nova mesura del meridià de París. Va ser aleshores que va descobrir un mètode per resoldre les equacions de condició pel mètode dels mínims quadrats. Entre 1907 i 1908 està de missió a Creta on inicia els treballs topogràfics per establir la planimetria dels sectors francès i britànic.
El 1909, en ser nomenat capità, va ser destinat a una bateria d'artilleria durant dos anys. Durant aquest destí, estableix la coneguda descomposició de Cholesky que afirma que si {\displaystyle S} és una matriu positiva definida, existeix una única descomposició de {\displaystyle S} en el producte {\displaystyle AA'}, en el qual {\displaystyle A} és una matriu triangular mínima i {\displaystyle A'} és la seva transposada.
El 1911 va retornar al Servei Geogràfic Militar i va ser destinat novament a Tunísia i Algèria per fer mesures topogràfiques. En esclatar la Primera Guerra Mundial (1914) es va dedicar els primers anys a fer estudis de balística i geodèsia per l'exèrcit i, a partir de 1916, va ser destinat a Romania, fent de director tècnic del servei geogràfic de l'exèrcit aliat. L'agost de 1918, havent retornat a França, va ser ferit en els combats de Bagneux (Aisne). Va morir a causa de les ferides rebudes.